# Чеська-Весь
Чеська-Весь (пол. Czeska Wieś) — село в Польщі, у гміні Ольшанка Бжезького повіту Опольського воєводства.
Населення — 401 особа (2011).

## Демографія
Демографічна структура станом на 31 березня 2011 року:
|          | Загалом | Допрацездатний вік | Працездатний вік | Постпрацездатний вік |
| -------- | ------- | ------------------ | ---------------- | -------------------- |
| Чоловіки | 189     | 45                 | 129              | 15                   |
| Жінки    | 212     | 44                 | 114              | 54                   |
| Разом    | 401     | 89                 | 243              | 69                   |